# We Wrocławiu na rynecku

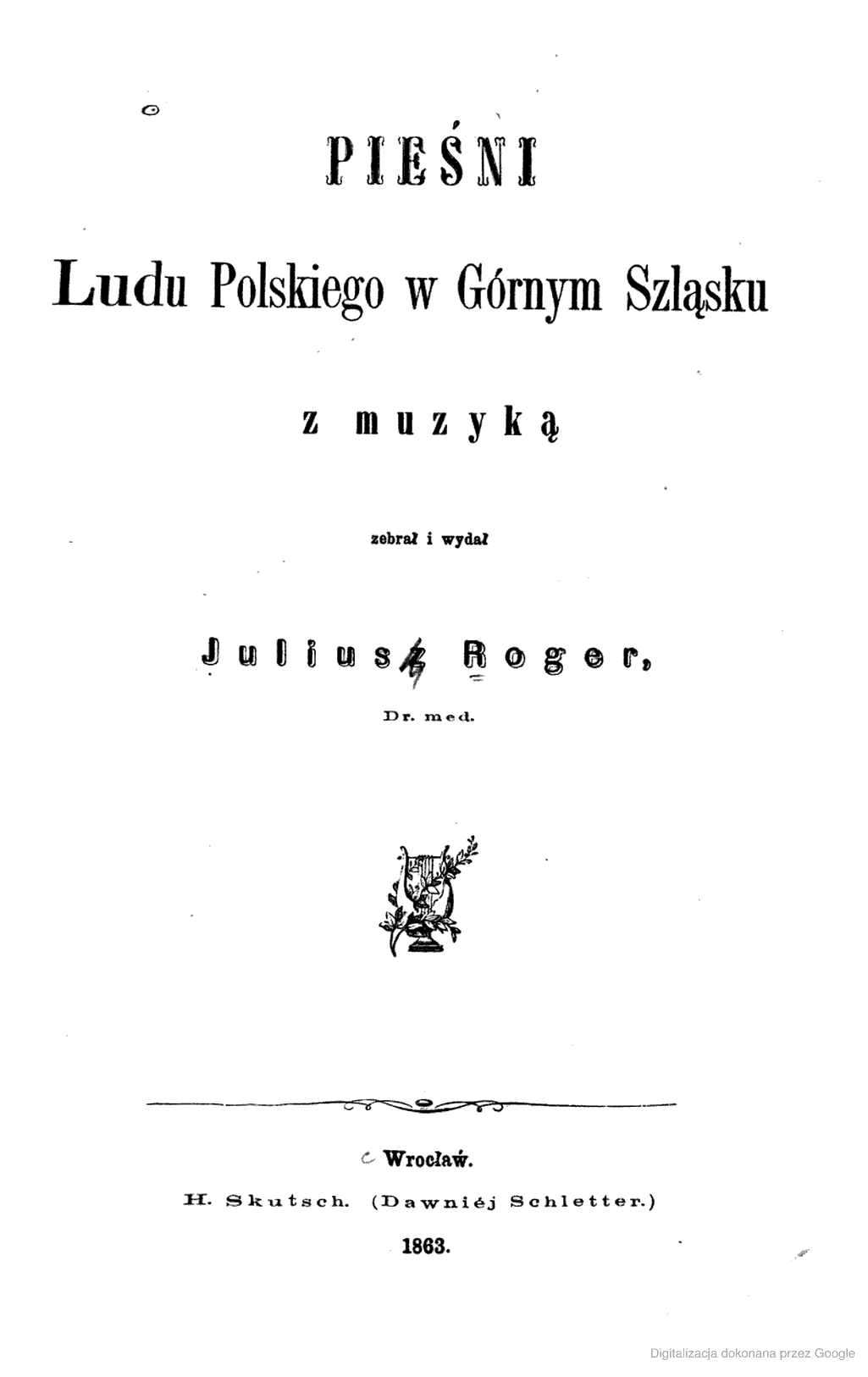
„Pieśni Ludu Polskiego w Górnym Szląsku” autorstwa Juliusza Rogera wydane we Wrocławiu w 1863 roku gdzie opublikowano pieśń.

We Wrocławiu na rynecku – pieśń ludowa zapisana w dialekcie dolnośląskim.

## Historia
Pieśń po raz pierwszy zanotował Juliusz Roger, który opublikował ją w swoim zbiorze pieśni śląskich pt. „Pieśni Ludu Polskiego w Górnym Szląsku” wydanego dwukrotnie po polsku we Wrocławiu w 1863 i 1880 roku . Publikacja zawiera nie tylko pieśni z terenu Górnego Śląska, ale znalazło się w niej również kilka pieśni w gwarze dolnośląskiej języka polskiego z terenów Śląska Dolnego.
Spisał ją w okolicach Międzyborza pow. Syców niejaki Bock i opublikował w roku 1864 w kalendarzu dla prowincji poznańskiej.
Z 4 pierwszych taktów pieśni utworzono melodię hejnału wrocławskiego.

## Tekst pieśni
| gwara dolnośląska | język polski |
| --- | --- |
| We Wrocuawiu na rynecku stojóm wojocy, są tam łóni postrojyni wszyscy jednacy. Są tam łóni rozmajici rycerze i junocy, szykujóm sie na wojynka we dnie i w nocy. Hej cisawy mój kónicek bandzie bandzie r-zoł, a tobie moja dziewcyno bandzie, bandzie zol. Nie jedź, nie jedź Jasinku, da nie jedź na wojynka, bo na wojnie życie znojne i niyspokojne. Cekoj na mnie, moja Kasiu, cekoj przy moście, pośla ci jo krasne piórko rybką na poccie; Łoj niejedna rybecka już pod mostym przesła, nie widziałam, zeby któro piórecko niesła. Wrocławskie zygary smutno biją, bo mi łodmowiają, bo mi łodmowiają, moją miłą. Choć mi łodmowiają, nie smuca sie jak przyjdzie godzina, jak przyjdzie godzina, łożynia sie. Łożyń sie chłopaku i proś łojca a sobie weź tako, a sobie weź tako, co ci równa. Sómsiadowa córka, jes mi równa, ale dla mej matki, ale dla mej matki, za uboga. Niech jest uboga, aleć chandoga, łożyń się chłopoku, łożyń sie chłopoku, a proś łojca. | We Wrocławiu na ryneczku stoją wojacy, są tam oni postrojeni wszyscy jednacy. Są tam oni rozmaici rycerze i junacy, szykują się na wojenkę we dnie i w nocy. Hej cisawy mój koniczek będzie będzie rżał, a tobie moja dziewczyno będzie, będzie żal. Nie jedź, nie jedź Jasieńku, nie jedź na wojenkę, bo na wojnie życie znojne i niespokojne. Czekaj na mnie, moja Kasiu, czekaj przy moście, poślę ci ja krasne piórko rybką na poczcie; Oj niejedna rybeczka już pod mostem przeszła, nie widziałam, żeby która pióreczko niosła. Wrocławskie zegary smutno biją, bo mi odmawiają, bo mi odmawiają, moją miłą. Choć mi odmawiają, nie smucę się jak przyjdzie godzina, jak przyjdzie godzina, ożenię się. Ożeń się chłopaku i proś ojca a sobie weź taką, a sobie weź taką, co ci równa. Sąsiadowa córka, jest mi równa, ale dla mej matki, ale dla mej matki, za uboga. Niech jest uboga, ale piękna, Niech jest uboga, ale piękna, Ożeń się chłopaku, ożeń się chłopaku, a proś ojca. |